# Klaus Hagerup
Klaus Hagerup (5 de marzo de 1946 – Oslo, 20 de diciembre de 2018) fue un escritor, traductor, guionista, actor y director de cine noruego. Fue conocido por su papel de Tom en la película Høvdingen (1984).

## Carrera
Hagerup debutó con la colección de poemas "Slik tenker jeg på dere" en 1969. Durante 1968–69 trabajó en el Den Nationale Scene y posteriormente en el Nationaltheatret y Hålogaland Teater como actor, director y escritor. También actuó en diferentes películas, pero sobre todo es conocido como dramaturgo tanto de teatro como en obras de radoç. También escribió libros de literatura juvenil muy conocido, entre ellos la de su personaje Markus.
En 1988, escribió una biografía Alt er så nær meg sobre su madre Inger Hagerup. Ganó diferentes premios para sus libros como el Premio Brage en 1994. 
En el aspecto musical, escribió para músicos como Sverre Kjelsberg, Tande-P, Jostein Gaarder y Trond Kirkvaag.
Su hermano Helge también fue artista y escritor al igual que sus dos hijas Hanne y Hilde.
En 2017, a Hagerup se le diagnosticó de un cáncer de colon. Moriría de esa enfermedad el 20 de diciembre de 2018 en Oslo.

## Filmografía
- Rivalen (guionista), 1970
- Helten på den grøne øya (actor), 1971
- Betrayal (actor), 1981
- I denne verden er alt mulig (guionista), 1983
- Høvdingen (actor), 1984
- Nikkerne (seriem de televisión) (guionista, codirector), 1984
- Noe Helt Annet (Something Completely Different) (actor), 1985
- Plastposen (actor), 1986
- Måker (actor), 1991
- Høyere enn himmelen (Beyond the sky) (guionista), 1993
- Markus og Diana (actor, director, guionista), 1996